# 憂国
『憂国』（ゆうこく）は、三島由紀夫の短編小説。原題は旧漢字の『憂國』である。
仲間から蹶起に誘われなかった新婚の中尉が、叛乱軍とされた仲間を逆に討伐せねばならなくなった立場に懊悩し、妻とともに心中する物語。三島の代表作の一つで、二・二六事件の外伝的作品である。1961年（昭和36年）1月の小説発表の4年後には、三島自身が監督・主演などを務めた映画も制作され、ツール国際短編映画祭劇映画部門第2位を受賞した。
大義に殉ずる者の至福と美を主題に、皇軍への忠義の下、死とエロティシズム、夥しい流血と痛苦をともなう割腹自殺が克明に描かれている。60年安保という時代背景と共に「精神と肉体、認識と行動の問題」をあらためて思考するようになっていた三島が、その反時代傾向を前面に露わにした転換的な作品である。

## 発表経過
1961年（昭和36年）1月、雑誌『小説中央公論』3号・冬季号の〈現代代表作家二十人創作集〉に掲載され、同年1月30日に新潮社より刊行の短編集『スタア』に収録された。のち1966年（昭和41年）6月に河出書房新社より刊行の『英霊の聲』にも、戯曲『十日の菊』と共に二・二六事件三部作として纏められた。なお、この刊行にあたって、当時の実状をよく知る加盟将校の1人（当時陸軍歩兵大尉）の末松太平からの助言により、「近衛輜重兵大隊」を「近衛歩兵第一聯隊」に改めた。
文庫版としては、1968年（昭和43年）9月15日に新潮文庫より刊行の『花ざかりの森・憂国――自選短編集』に収録された。その後、1997年（平成9年）に『中央公論』11月・臨時増刊号の〈激動の昭和文学〉に再掲載された。翻訳版はGeoffrey W. Sargent訳（英題：Patriotism）をはじめ、世界各国で行われている。
1965年（昭和40年）4月には、自身が製作・監督・主演・脚色・美術を務めた映画『憂國』が製作された。映画は翌年1966年（昭和41年）1月、ツール国際短編映画祭劇映画部門第2位となり、同年4月からなされた日本での一般公開も話題を呼び、アート系の映画では記録的なヒットとなった。また同時に映画の製作過程・写真などを収録した『憂國 映画版』も1966年4月10日に新潮社より刊行された。

## 作品概要・主題
『憂国』は簡素な構成と、〈大きな鉢に満々と湛（たた）へられた乳のやうで〉といった、肌の白さ（妻の肌の美しさ）を表す官能的な描写や、克明に描かれる切腹の迫真さで、短編ながら注目された作品で、三島自身も、〈小品ながら、私のすべてがこめられている〉とし、「もし、忙しい人が、三島の小説の中から一編だけ、三島のよいところ悪いところすべてを凝縮したエキスのやうな小説を読みたいと求めたら、『憂国』の一編をよんでもらえばよい」と晩年にも繰り返している。
『憂国』は、死とエロティシズムを直結させるジョルジュ・バタイユの『エロティシズム』に通じる作品構造となっている。そこに描かれる〈愛と死の光景、エロスと大義との完全な融合と相乗作用は、私がこの人生に期待する唯一の至福〉と三島は語り、その映画化のねらいについては、以下のように説明している。
登場人物の青年将校や、その妻については、〈彼はただ軍人、ただ大義に殉ずるもの、ただモラルのために献身するもの、ただ純粋無垢な軍人精神の権化でなければならなかつた〉、〈彼女こそ、まさに昭和十年代の平凡な陸軍中尉が自分の妻こそは世界一の美人だと思ふやうな、素朴であり、女らしく、しかも情熱をうちに秘めた女性でなければならなかつた〉としている。
また、三島は『憂国』を、『詩を書く少年』、『海と夕焼』と共に〈私にとつてもつとも切実な問題を秘めたもの〉としているが、そういった主題の問題性などに斟酌せずに、物語として楽しんでもらえればよいとして、〈現に或る銀座のバアのマダムは、『憂国』を全く春本として読み、一晩眠れなかったと告白した〉という話を紹介している。

## あらすじ
昭和11年2月28日、二・二六事件で蹶起をした親友たちを叛乱軍として勅命によって討たざるをえない状況に立たされた近衛歩兵一聯隊勤務の武山信二中尉は懊悩の末、自死を選ぶことを新婚の妻・麗子に伝える。すでに、どんなことになろうと夫の後を追う覚悟ができていた麗子はたじろがず、共に死を選ぶことを決意する。そして死までの短い間、夫と共に濃密な最期の営みの時を過ごす。そして、2人で身支度を整え遺書を書いた後、夫の切腹に立会い、自らも咽喉を切り、後を追う。

## 登場人物
武山信二
30歳。近衛歩兵一聯隊勤務の中尉。凛々しい顔立ちで、濃い眉の美男。四谷区青葉町6に新婚の妻と居住。
麗子
23歳。信二の妻。やさしい眉の下のつぶらな目、ほっそりとした形のよい鼻、ふくよかな唇。艶やかさと高貴とがある美女。

## モデルの推察
三島由紀夫自身の解説には、特定の誰かをモデルにしたという記述はなく、河野壽大尉をモデルにしたのではないかという自衛隊員の読者からの手紙にも、「特定のモデルはおりません」と返信しているという。なお、二・二六事件の後には、叛乱軍の野中四郎大尉や、皇軍の天野武雄少佐などの他、以下のような『憂国』の主人公と同じような自死をした人物もあった。
近衛輜重兵大隊の輜重兵中尉青島健吉（31）が、2月29日朝に自宅である偕行社社宅において妻の喜美子（23）とともに切腹自殺しているのが発見された。事件発生から不眠不休で任務にあたっていたが、消耗が見られたため前日に休養を命じられ帰宅した後の自死だった。
和田克徳著の『切腹』によれば、青島中尉は親友が叛乱軍に加入していたために、相撃つことになることに悩み、「彼等がその行為に責任を感じて速かに自決すること」を待ち望んでいたにもかかわらずに、彼等が「叛乱の汚名を着せられ、明くればどんな事態に立ち至るかも知れぬといふことを考へたあまり、死によつて一切を清算すること」を決意しての夫妻揃っての自決であったという。妻の遺書には「軍人の妻として来るべき日が参りました」と記されている。
三島は、付き合いのあった元青年将校（当時陸軍歩兵大尉）からの指摘を受けて、主人公の所属を「近衛輜重兵大隊」から「近衛歩兵一聯隊」に変更した。事件当時、蹶起に逸る青年将校は歩兵将校が多く、輜重兵などあり得ないとの意見だった。輜重兵では聯隊旗がなく、作中の描写と合わないということも判り、未練はあったが変更した。

## 作品評価・研究
『憂国』は、三島の初期作品から内包されていた認識と行為、精神と肉体、内側と外側の一体化といった「二元論」の解消や克服といった「存在論的な問い」、〈至上の肉体的快楽と至上の肉体的苦痛が、同一原理の下に統括され、それによつて至福の到来を招く〉といった志向の根源的な情念、あるいは反時代的な情熱が露わになった転換的な作品として論究されることが多く、三島文学にとって重要な作品であるが、発表された時期が60年安保翌年の1961年（昭和36年）ということもあり、存命中を通して皇国的内容などから嫌悪を示す評者もいた。
一方、肯定的な論評では、山本健吉などに代表されるように、三島が皇道主義の若い男女の中に、「思考停止のニヒリスト的な世界」における「美」「魅惑」の「造形化」を試み、「現代人に一つのカタルシスをもたらそうとしている」と捉え、否定的なものでは、「才気に溢れた有能な作家」の三島が、「とてつもなく大きな錯誤の陥穽におちこんでいる」ため、早く「危険地帯」を脱出してほしいと古林尚が提言し、花田清輝は「こういう小説は非常にくだらない」と断じている。この花田の発言については具体的論点が不明なため、神谷忠孝は、「花田の真意がどこにあったかについてはまだ研究されていない」と説明している。
野口武彦は、『憂国』の切腹描写や、死の情念とエロティシズムのマゾヒスティックな化合の根源に、「江戸頽唐期のデカダンス芸術」があることや、文体に「爛熟期の江戸歌舞伎や草双紙」の感受性に通じていることを指摘し、田中美代子も、浄瑠璃や心中といった「日本人の深層にひそむ美意識を、もっとも暴露的な仕方で、刷り出したもの」が『憂国』だと解説している。また田中は、蹶起から外された中尉の境遇をアイロニカルな至福の死で賛美することにより、「歴史の彼方に葬り去られた無数の犬死、かつて栄光と信じて栄光から見捨てられた人々の痛恨」の救済を試みている作品だと考察している。
伊藤勝彦は、三島が『憂国』において、露わに反時代的な嗜好や情熱を示したことについて、「戦後精神に対する拒絶の姿勢をはっきり表に出したのである」とし、それまでは嫌々ながらも、「戦後の日常生活との〈軽薄な交際〉をつづけ、否定しながらそこから何らかの利得をえて暮してきた」三島が、『憂国』以降、「思想に殉じて死ぬ人間の至上の美しさ」を主題にするようになったが、それは思想そのものを扱ったのではなく、「〈死にいたるまでの生の称揚〉（バタイユ）としてのエロティシズムの美」が描かれていると解説している。
江藤淳は、エロティシズムと政治の関係を主題にした『憂国』を「三島氏の数ある作品のなかでも秀作のひとつに数えられるもの」とし、以下のように解説している。
磯田光一は、「鴎外以来、〈義〉のための殉教をこれだけの密度をもって描き出した作品はないだろう」と述べ、「死のリアリティの問題を、第三者の心への反応としてではなく、直接に死を選ぶ者の内側に入って描いた」作品として評価し、バタイユへの共鳴があることを指摘している。
鎌田広巳は、三島が『憂国』執筆前に書いたバタイユ著「エロティシズム」の書評に触れながら『憂国』との関係を論じ、そこにおいて三島は、「生殖＝連続性＝死をこの思想の核心をして捉えているばかりではなく、非連続性な生および生活の解体という、そのラディカルな作用の可能性に着目している」とし、三島がバタイユに共感を寄せる、大きな理由の一つとして、この思想の核心に、「〈われわれの生〉の限定性（三島によれば、それは同時に非連続性を超えることができない主知主義の限界）」を打ち破る、「新たな原理的な可能性」を三島が見いだしていると解説している。
佐々木幸綱は、『憂国』における武山中尉の家の1階には日常があり、2階には非日常があると分析しながら、その「反発する両極を引き寄せる何か」は、「〈絶対〉的な力を持った何か」でなければならないとし、三島はその〈絶対〉的な力を持つ何かとして「片恋」を想定したと解説している。そして、「天皇への片恋、妻への片恋、さらには状況への片恋。強烈な意志的な片恋」の前には「極という〈絶対〉」も相対化されるとし、「片恋を貫き通すことさえできるならば、そこでは、生も死も、男も女も、肉体も精神も、永遠の瞬間も、政治も性も、公も私も、非日常も日常も、清潔も猥せつも、静も動も、炎も雪も、主観的に重ね合わせることが可能である」と論考している。

## 映画化
『憂國』（自主製作。配給：東宝＋日本ATG） 1966年（昭和41年）4月12日封切。
※ 1966年（昭和41年）1月、ツール国際短編映画祭出品。劇映画部門第2位受賞。
※ 東宝＋日本ATG共同配給は6月15日より。
※ 写真集・撮影台本：『憂國 映画版』（新潮社、1966年4月10日）－古書値は非常に高価。
2005年（平成17年）8月、それまで現存しないと言われた『憂国』のネガフィルムが、三島の自宅（現在は長男平岡威一郎邸）で発見されたことが報じられ、話題を呼んだ。映画『憂国』は、後の三島事件の自決を予感させるような切腹シーンがあるため、瑤子夫人が忌避し、三島の死の後の1971年（昭和46年）に、瑤子夫人の要請により上映用フィルムは焼却処分された。しかし共同製作者・藤井浩明の「ネガフィルムだけはどうか残しておいてほしい」という要望で、瑤子夫人が密かに自宅に保存し、茶箱の中にネガフィルムのほか、映画『憂国』に関するすべての資料が数個のケースにきちんと分類され収められていた。
ネガフィルムの存在を半ば諦めていた藤井浩明はそれを発見したときのことを、「そこには御主人（三島）に対する愛情と尊敬がこめられていた。ふるえるほどの感動に私は立ちつくしていた」と語っている。これらネガフィルムや資料は、1995年（平成7年）の夫人の死去から数年後に発見されていた。映画DVDは2006年（平成18年）4月に東宝で販売され、同時期に新潮社の『決定版 三島由紀夫全集別巻・映画「憂国」』にも、DVDと写真解説が所収された。

### キャスト
- 武山信二中尉：三島由紀夫
- 武山麗子：鶴岡淑子

### スタッフ
- 製作：三島由紀夫
- プロデューサー・プロダクションマネージャー：藤井浩明[注釈 3]
- 監督：三島由紀夫
- 演出：堂本正樹 [注釈 4]
- 脚色：三島由紀夫
- 原作：三島由紀夫
- 撮影：渡辺公夫
- 美術：三島由紀夫
- メーキャップ・アーティスト：工藤貞夫

### 映画評価
『憂国』はツール国際短編映画祭劇映画部門第2位となったが、その時の評価は賛否両論あり、中には「ショックを与えることをねらった露出趣味」という映画評論家・ジョルジュ・サドゥールの辛口評もあったが、『ヌーヴェル・レプブリック』紙のベルナアル・アーメルは、『憂国』を「真実な、短い、兇暴な悲劇」とし、近代化された「能」の形式の中に「ギリシア悲劇の持つ或るものを、永遠の詩を、すなわち愛と死をその中にはらんでいる」と評し、以下のように解説している。
また、フランスの一般の観客から、「良人が切腹している間、妻がいうにいわれない悲痛な表情でそれを見守りながら、しかも、その良人のはげしい苦痛を自分がわかつことができないという悲しみにひしがれている姿が最も感動的であった」と言われ、三島は感動したと述べている。
澁澤龍彦は、「三島氏はこの映画で、日本人の集合的無意識の奥底によどんでいるどろどろした欲望に、映像として明確な形をあたえ、人間の肉のけいれんとしてのオルガスムを、エロティシズムと死の両面から二重写しに描き出した」と評価している。
安部公房は、小説『憂国』を支えていた「精緻な均衡」とくらべ、映画の方は、「ひどく安定に欠けたところ」があったが、むしろその不安定さのもつ「緊張感」にひきつけられたとし、次のように語っている。

### エピソード
三島が有名な作家であることから、周りの映画評論家たちが賛辞ばかりを贈るなか、『薔薇族』の表紙絵を描いていた大川辰次が率直な感想を雑誌に書いたところ、三島から面会を求められ、意気投合。付き合いを重ねるうち、三島が大川のことを「親父」と呼ぶまでの仲になったと、伊藤文学は回顧している。

### 映像ソフト
- 2006年4月28日に東宝からDVDが発売された。
- 2006年4月28日に新潮社から発売された『決定版 三島由紀夫全集 別巻 映画「憂国」』にも、DVDと写真解説が所収された。
- 前述の事情から2006年のDVD化以前は一切映像ソフト化されていなかったが、海外には焼却処分を免れた本作の上映用プリントが残っており、そのフィルムを元にした海賊版ビデオが出回っていた。藤井浩明はDVD化の際に「海賊版がネットオークションなどで出回っていて粗悪な画面だったので、いずれ発表しなくてはいけないと思っていた[36]」とコメントしている。

## 舞台化
- 小沢金四郎リサイタル
  - 1968年（昭和43年）7月5日 - 6日 会場不明
  - 構成・振付：小沢金四郎。装置・衣裳：前田哲彦。作曲：刀根康尚。演奏：ザ・モップス。映像：宮井睦郎。電子技術：吉原則雄。照明：坂下幸男。舞台監督：青方謙介
  - 出演：小沢金四郎、橋本文子
  - ※ バレエ化
- 千葉演劇社三条会公演
  - 1998年（平成10年）10月18日 千葉・エミューフォーラムスペース
  - 構成・演出：関美能留
  - 出演：大川潤子、大沼香織、榊原毅、橋口久男、浜野有希、ほか
  - ※ 芥川龍之介作『藪の中』と連続上演。

- 三島由紀夫没後50周年企画『MISHIMA2020』「（死なない）憂国」
  - 2020年（令和2年）9月21日・22日 東京・日生劇場
  - 作・演出：長久允
  - 出演：東出昌大、菅原小春
  - 「橋づくし」と併演

## おもな収録刊行本

### 単行本
- 『スタア』（新潮社、1961年1月30日）
  - 布装。機械函。金色帯。
  - 収録作品：「スタア」「憂國」「百万円煎餅」
- 『スタア』（講談社 ロマン・ブックス、1963年8月10日）
  - カバー装幀：真鍋博
  - 収録作品：「スタア」「憂國」「百万円煎餅」
- 『憂國 映画版』（新潮社、1966年4月10日） NCID BA48563039
  - クロス装。ビニールカバー。赤色帯。138頁。
  - 収録作品：原作。撮影台本。スチール（52頁69葉。撮影：神谷武和）。製作意図及び経過。
  - 見返しに著者自筆「シナリオ憂國」の舞台スケッチ等を印刷。
  - ※ 写真のNo.28が、三島の意にそわないため、実写写真を貼付したものあり。
- 『英霊の聲』（河出書房新社、1966年6月30日）
  - 装幀：榛地和。布装。貼函。赤色帯。
  - 収録作品：「英霊の聲」「憂國」「十日の菊」「二・二六事件と私」
  - 帯（裏）に「二・二六事件と私」より抜粋された「三つの作品の意図」と題する文章。
- 『英霊の聲』（河出文芸選書、1976年2月15日）
  - カバー装幀：横山宏輔。紙装。橙色帯。
  - 収録作品：「英霊の聲」「憂國」「十日の菊」「二・二六事件と私」
  - 付録・月報として、書評：山崎正和、日沼倫太郎。文芸時評：山本健吉
  - 口絵写真1頁1葉（著者肖像写真。撮影：細江英公）
- 自選短編集『花ざかりの森・憂国――自選短編集』（新潮文庫、1968年9月15日。改版1992年3月20日）
  - 解説：三島由紀夫。口絵写真1頁1葉（映画『憂国』スチール）。白色帯。
  - 収録作品：「花ざかりの森」「中世に於ける一殺人常習者の遺せる哲学的日記の抜萃」「遠乗会」「卵」「詩を書く少年」「海と夕焼」「新聞紙」「牡丹」「橋づくし」「女方」「百万円煎餅」「憂国」「月」
  - ※ 度々カバー改装。
- 文庫新版『花ざかりの森・憂国』（新潮文庫、2020年11月1日）。同上＋新版解説：佐藤秀明
- 文庫版『英霊の聲 オリジナル版』（河出文庫、2005年10月5日）
  - カバーデザイン：榛地和。カバー装画：粟津潔。カバーフォーマット：佐々木暁。全268頁
  - 解説：藤田三男「『英霊の聲』の声」
  - 収録作品：「英霊の聲」「憂國」「十日の菊」「二・二六事件と私」
- 文庫版『近代浪漫派文庫42 三島由紀夫』（新学社、2007年7月）
  - カバー装幀画：パウル・クレー
  - 収録作品：「十五歳詩集」「花ざかりの森」「橋づくし」「憂国」「三熊野詣」「卒塔婆小町」「太陽と鉄」「文化防衛論」
- 英文版『Patriotism』（訳：Geoffrey W. Sargent）（New Directions、1995年11月。他）
- 英訳版『真夏の死 その他』 “Death in Midsummer and other stories”（訳：エドワード・G・サイデンステッカー、ドナルド・キーン、アイヴァン・モリス、ほか）（New Directions、1966年。Penguin Books Ltd、1986年）
  - 収録作品：真夏の死（Death in Midsummer）、百万円煎餅（Three Million Yen）、魔法瓶（Thermos Flasks）、志賀寺上人の恋（The Priest of Shiga Temple and His Love）、橋づくし（The Seven Bridges）、憂国（Patriotism）、道成寺（Dōjōji）、女方（Onnagata）、真珠（The Pearl）、新聞紙（Swaddling Clothes）
  - ※ 1967年（昭和42年）度のフォルメントール国際文学賞 （Formentor Literature Prize）第2位受賞。

### 全集
※映画台本は★印
- 『三島由紀夫全集13巻（小説XIII）』（新潮社、1973年10月25日）
  - 装幀：杉山寧。四六判。背革紙継ぎ装。貼函。
  - 月報：斎藤直一「『宴のあと』訴訟事件を想い三島君を偲ぶ」。《評伝・三島由紀夫 6》佐伯彰一「二つの遺作（その5）」。《同時代評から 6》虫明亜呂無「『宴のあと』『憂国』をめぐって」
  - 収録作品：「宴のあと」「憂国」「獣の戯れ」「苺」「帽子の花」「魔法瓶」「月」「葡萄パン」「真珠」「雨のなかの噴水」「切符」
  - ※ 同一内容で豪華限定版（装幀：杉山寧。総革装。天金。緑革貼函。段ボール夫婦外函。A5変型版。本文2色刷）が1,000部あり。
- 『三島由紀夫全集23（戯曲IV）』（新潮社、1974年11月25日）★
  - 仕様は上記と同様。
  - 月報：松浦竹夫「雪翁はもういない」。《評伝・三島由紀夫 19》佐伯彰一「伝記と評伝（その10）」。《同時代評から 19》虫明亜呂無「『サド侯爵夫人』をめぐって」
  - 収録作品：「源氏供養」「喜びの琴」「美濃子」「恋の帆影」「サド侯爵夫人」「憂国」「アラビアン・ナイト」「朱雀家の滅亡」「ミランダ」「わが友ヒットラー」
- 『三島由紀夫短篇全集』〈下巻〉（新潮社、1987年11月20日）
  - 布装。セット機械函。四六判。2段組。
  - 収録作品：「家庭裁判」から「蘭陵王」までの73篇。
- 『三島由紀夫戯曲全集 下巻』（新潮社、1990年9月10日）★
  - 四六判。2段組。布装。セット機械函。
  - 収録作品：「熊野」「女は占領されない」「熱帯樹」「プロゼルピーナ」「弱法師」「十日の菊」「黒蜥蜴」「源氏供養」「喜びの琴」「美濃子」「恋の帆影」「聖セバスチャンの殉教」「サド侯爵夫人」「憂国」「アラビアン・ナイト」「朱雀家の滅亡」「ミランダ」「わが友ヒットラー」「癩王のテラス」「椿説弓張月」「文楽 椿説弓張月」「附子」「LONG AFTER LOVE」〔初演一覧〕
  - ※ 上巻と2冊組での刊行。
- 『決定版 三島由紀夫全集20巻・短編6』（新潮社、2002年7月10日）
  - 貼函。布クロス装。丸背。箔押し2色。帯。四六判。旧字・旧仮名遣い。
  - 装幀：新潮社装幀室。装画：柄澤齊。口絵写真1頁1葉（著者肖像）あり
  - 月報：金子國義「優しく澄んだ眼差し」。出久根達郎「商人根性」。田中美代子《小説の創り方》20「精霊の来訪」
  - 収録作品：「憂国」「苺」「帽子の花」「魔法瓶」「月」「葡萄パン」「真珠」「自動車」「可哀さうなパパ」「雨のなかの噴水」「切符」「剣」「月澹荘綺譚」「三熊野詣」「孔雀」「朝の純愛」「仲間」「英霊の声」「荒野より」「時計」「蘭陵王」、参考作品21篇、異稿5篇、創作ノート
- 『決定版 三島由紀夫全集24巻・戯曲4』（新潮社、2002年11月8日）★
  - 仕様は上記と同様。
  - 月報：立松和平「厳粛なる快楽」、斎藤康一「ファインダーの中の三島さん」、〔天球儀としての劇場4〕田中美代子「政治劇のあとに」
  - 収録作品：「喜びの琴」「美濃子」「恋の帆影」「サド侯爵夫人」「撮影台本 憂国」「アラビアン・ナイト」「朱雀家の滅亡」「ミランダ」「わが友ヒットラー」「『喜びの琴』創作ノート」「『美濃子』創作ノート」「『恋の帆影』創作ノート」「『アラビアン・ナイト』創作ノート」「『朱雀家の滅亡』創作ノート」「『ミランダ』創作ノート」
- 『決定版 三島由紀夫全集別巻・映画「憂国」(DVD)』（新潮社、2006年4月28日）
  - 月報：追加収録〔評論〕〔アンケート〕〔書簡〕、正誤補訂一覧追加
  - 収録内容：DVD『憂國』１枚、小冊子（ブックレット）68頁